# Prosopocoilus suturalis
Prosopocoilus suturalis es una especie de coleóptero de la familia Lucanidae.

## Distribución geográfica
Habita en Andaman, Darjeeling, Assam, Bután, Birmania, Tailandia, Laos, Vietnam, Yunnan y Hunan.